# Neotetracus sinensis
Neotetracus sinensis é uma espécie de mamífero insetívoro da família Erinaceidae. Pode ser encontrado na China, Mianmar e Vietnã. É a única espécie do gênero Neotetracus.